# Paul Hannong

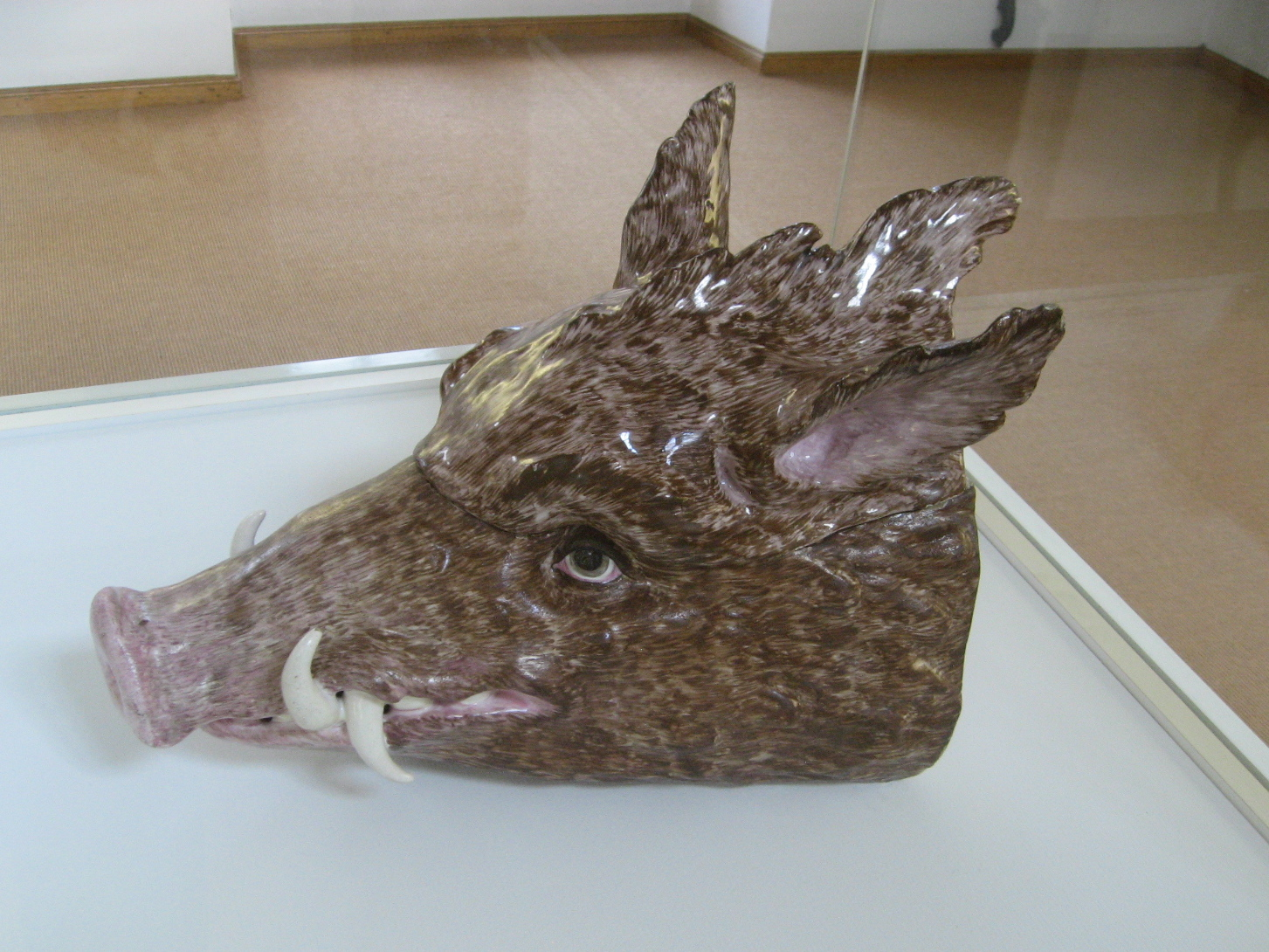
Terrine in Form eines Wildschweinkopfes aus der Straßburger Produktion

Paul Hannong (* um 1700 in Mainz; † 31. Mai 1760) war ein Fayence- und Porzellanhersteller. Er richtete die Frankenthaler Porzellanmanufaktur ein, die von 1755 bis 1800 existierte.

## Leben
Hannong stammte aus einer Familie von Tonwarenherstellern (Familie Hannong). Er war nach etlichen Quellen wie etwa Carl Christian Dauterman oder der Neuen Deutschen Biographie ein Sohn des aus Holland stammenden Charles-François Hannong, nach Ludwig Schnorr von Carolsfeld aber der Sohn von Paul Anton Hannong.
Er leitete entweder ab 1732 oder ab 1743 eine Fayencemanufaktur in Straßburg, die sein Vater aufgebaut hatte. Sein Bruder Balthasar war Leiter einer Niederlassung in Haguenau.
In erster Ehe war er mit Marie Anne Boujote verheiratet, die noch im Jahr der Eheschließung, 1730, starb. 1731 heiratete er Catherine Barbe Acker, die Tochter des Straßburger Stadtkachlers Jean Adam Acker. Aus der Ehe gingen acht Söhne und sieben Töchter hervor, von denen viele schon im Kindesalter verstarben.
Nachdem Charles-François Hannong schon 1726 behauptet hatte, hinter das Geheimnis der Porzellanherstellung gekommen zu sein und damit das erste Porzellan in Frankreich hergestellt zu haben, gelangte Paul Hannong offenbar um die Mitte des 18. Jahrhunderts an Kenntnisse in dieser Kunst, die ihm erlaubten, schon größere Mengen Porzellan zu produzieren. Zu verdanken hatte er diesen Wissenszugewinn wohl entweder Überläufern aus Meißen oder  Joseph Jakob Ringler.
Er erweiterte nun die Palette seiner Produkte. Ab 1751 stellte er Porzellan her; ab 1753 wurde dieses in weißen, bemalten und goldverzierten Variationen auf den Markt gebracht. Da er sich mit der Herstellung von Hartporzellan zum Konkurrenten für die Manufaktur im Schloss Vincennes entwickelte, die nur die Herstellung von Weichporzellan beherrschte, wurde 1754 sein Betrieb in Straßburg stillgelegt. Vincennes war bereits 1745 durch ein königliches Dekret geschützt worden, das die Konkurrenz durch die Manufakturen in St. Cloud, Chantilly und Mennecy erschweren sollte und 1753 verschärft worden war. Dieses Privileg bezog sich zwar nur auf Porzellan „in sächsischer Art“, womit Dekorelemente gemeint sein konnten, die für Meißen typisch waren, wurde aber dann zu Ungunsten Hannongs als Privileg, überhaupt Porzellan herzustellen, interpretiert. Hannong versuchte dann den Standpunkt durchzusetzen, diese Regeln gälten nicht für die freie Stadt Straßburg, sondern nur für das übrige Frankreich, drang damit aber bei dem mit der Kontrolle beauftragten Machault nicht durch. Er versuchte sich daraufhin mit dem Direktor der Vincenner Manufaktur Boileau zu einigen, was aber nur dazu führte, dass Boileau an Informationen über Hannongs Produktionsgeheimnisse gelangte und dann darauf hinarbeitete, den Konkurrenten Hannong aus Straßburg zu verdrängen.

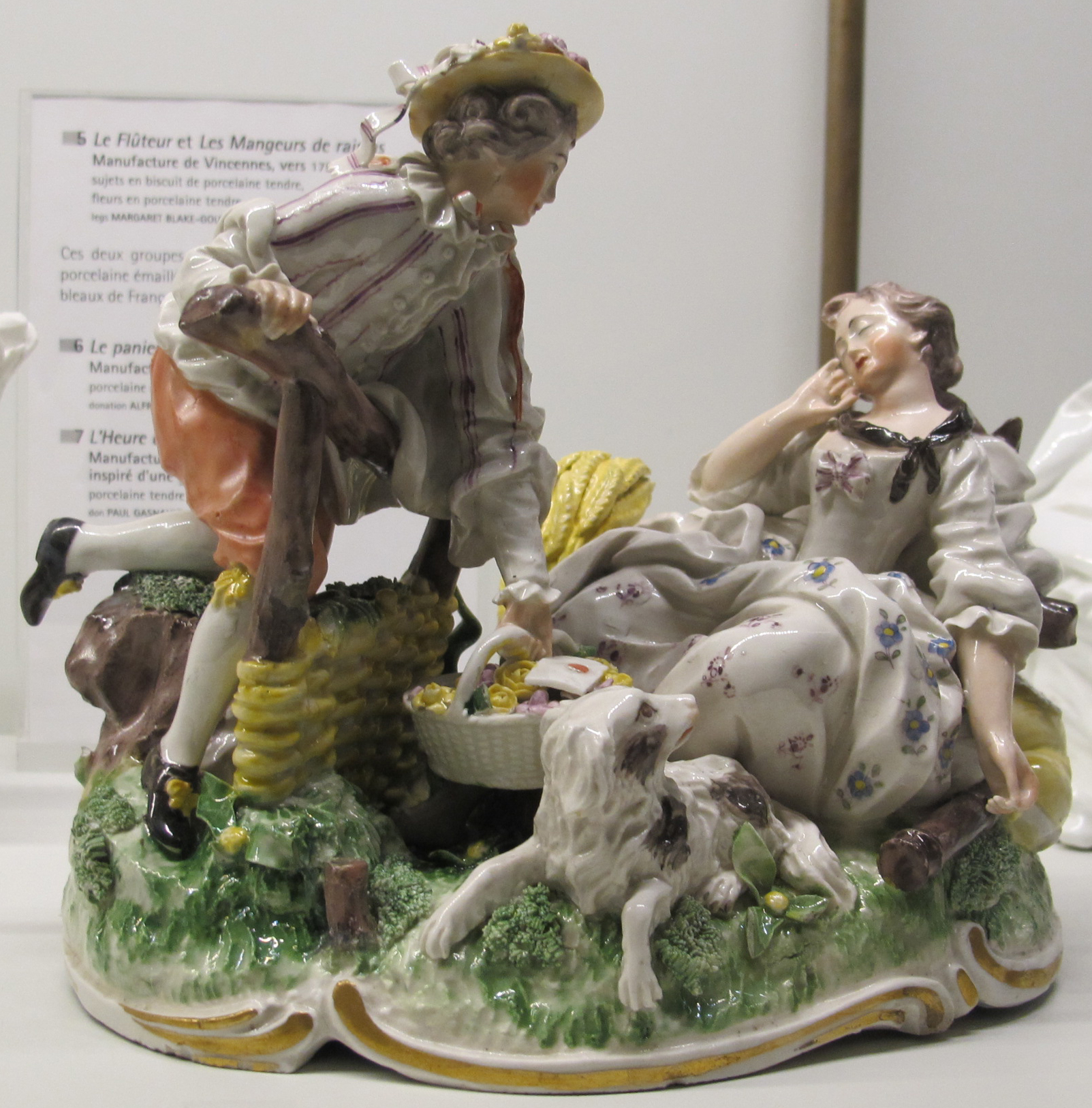
Il paniere misterioso, Frankenthal, um 1760

Hannong verlegte seine Produktion daraufhin nach Frankenthal in das Herrschaftsgebiet des Herzogs Carl Theodor. Er erhielt von diesem einen Vertrag, der ihm Steuererleichterungen und eine Monopolstellung in der Kurpfalz garantierte. Dieser Vertrag wurde am 26. Mai 1755 veröffentlicht; im Juni desselben Jahres zog der Betrieb mitsamt bewährten Arbeitskräften wie etwa dem Porzellanbildner Johann Wilhelm Lanz um. Paul Hannong übergab die Leitung der Frankenthaler Porzellanmanufaktur seinem Sohn Karl, der damals 23 Jahre alt war und von seinem jüngeren Bruder Pierre-Antoine (Peter) unterstützt werden sollte, und zog selbst nach Straßburg zurück, wo er sich weiterhin seiner Fayencemanufaktur widmete.
Obwohl er wieder nach Straßburg gezogen war, erhielt Paul Hannong im Dezember 1755 den Titel eines kurpfälzischen Kommerzienrates; wenige Wochen später wurde auch Karl Hannong mit diesem Titel ausgezeichnet.
Nachdem Karl Hannong am 29. Juli 1757 verstorben war, wurde dessen Bruder Joseph Adam Hannong mit der Leitung der Manufaktur in Frankenthal betraut. Unter Joseph Adam Hannong, der am 13. Juni 1759 heiratete und von seinem Vater die Fabrik übernahm, wurde der Modelleur Johann Friedrich Lück eingestellt, der zuvor in Meißen gearbeitet hatte. Joseph Adam Hannong, der eine Politik der niedrigen Preise verfolgte, geriet nach dem überraschenden Tod Paul Hannongs am 31. Mai 1760 in finanzielle Schwierigkeiten, da er den Erbansprüchen seiner Geschwister nicht Genüge leisten konnte. Er war dadurch gezwungen, die Frankenthaler Porzellanmanufaktur zu verkaufen. Sein Landesherr Carl Theodor übernahm diese zu einem Drittel des Schätzwertes am 1. Februar 1762; vorangegangen waren Schwierigkeiten mit Pierre-Antoine Hannong, der Herstellungsgeheimnisse aus Frankenthal nach Sèvres verraten hatte.

Hannong-Arbeiten
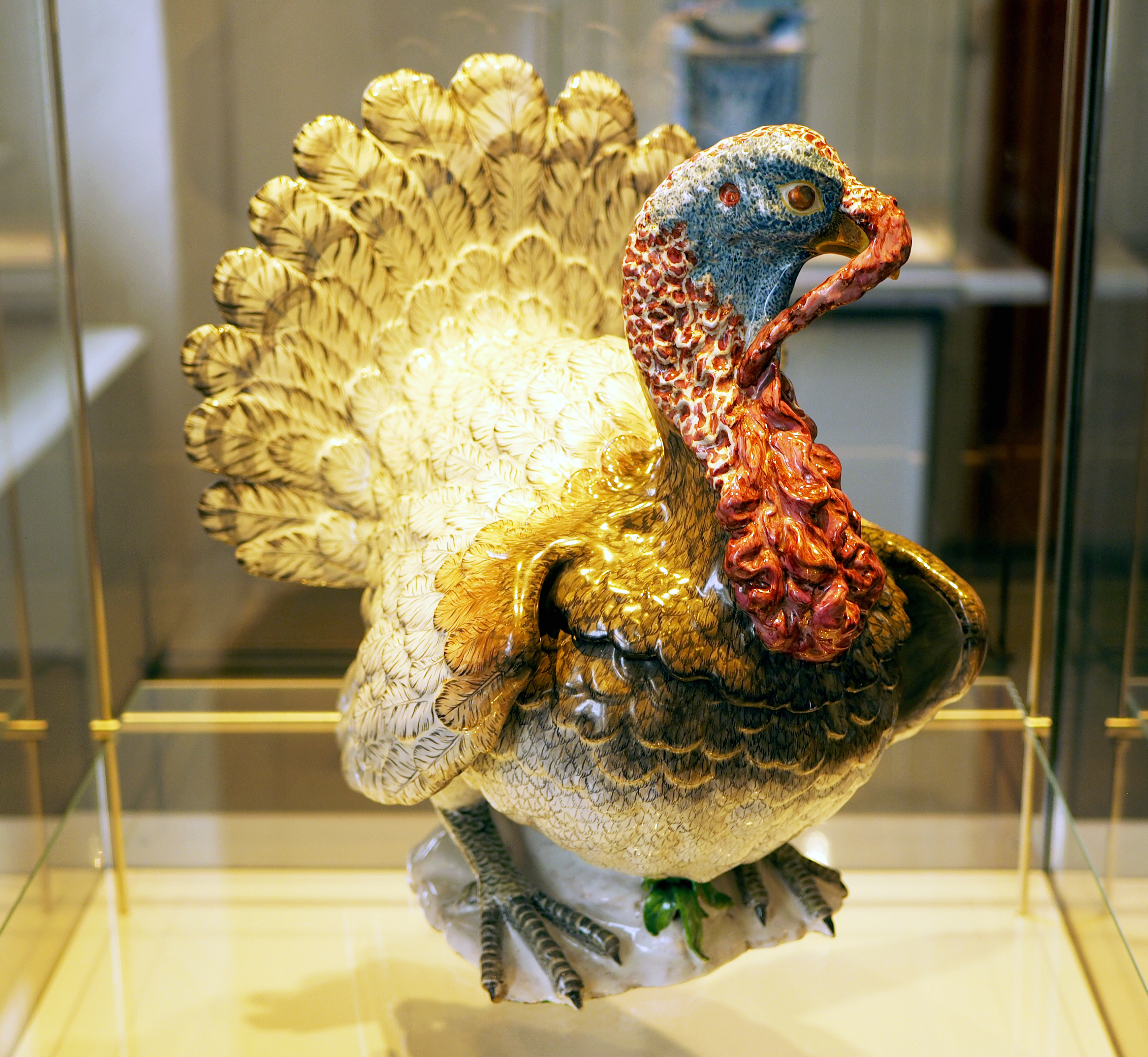
Terrine in Form eines Truthahns, von Paul Hannong (1745–1754)
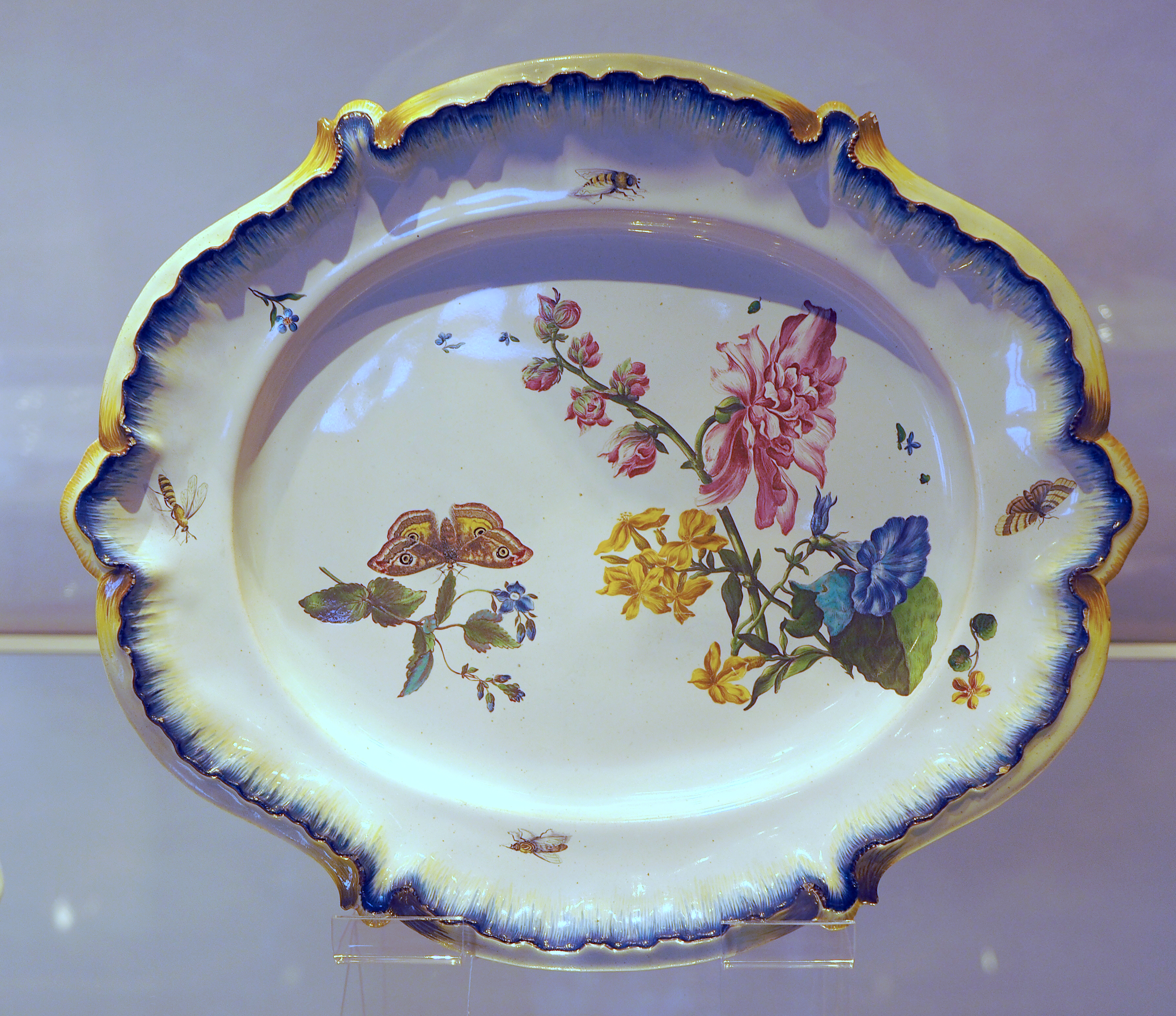
Platte mit Schmetterlingen und Blumenbukett von Paul Hannong (1748–1754)
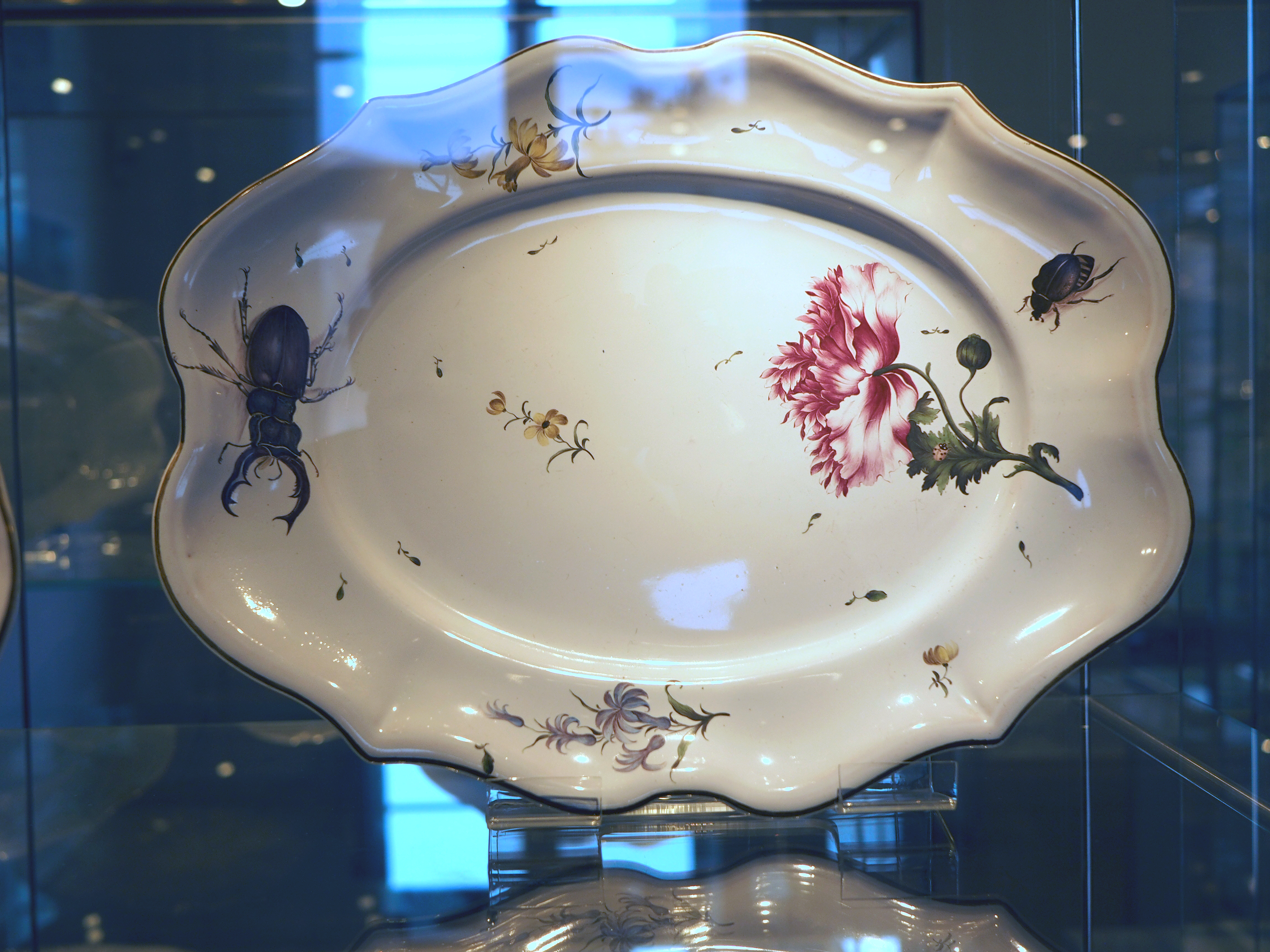
Platte mit Hirschkäfervon Joseph Hannong (1763–1770)

## Schicksal des Unternehmens
Das einstige Familienunternehmen, das Paul Hannong aufgebaut hatte, war in staatlicher Hand finanziell nicht mehr erfolgreich, obwohl Werbekampagnen wie z. B. eine Porzellanlotterie gestartet wurden und ausländische Diplomaten mit wertvollen Staatsgeschenken aus Porzellan bedacht wurden. Auch die Anwerbung des Höchster Modellmeisters Johann Peter Melchior im Jahr 1779 konnte keinen Umschwung herbeiführen.
Die Verlagerung der Residenz von Mannheim nach München 1777 und die Kriegsereignisse 1794, deretwegen man die Lagerbestände, die neuesten Modelle und den Rohstoff Kaolin nach Mannheim auslagerte, wirkten sich negativ auf die Frankenthaler Manufaktur aus. Sie ging 1795 kurzfristig in den Besitz von Johann Nepomuk van Recum über, gelangte aber noch im selben Jahr wieder unter kurfürstliche Verwaltung, woraufhin sie 1797 nach der Abtretung der linksrheinischen Pfalz an Frankreich wieder van Recum übergeben wurde. Dieser gab die Porzellanmanufaktur in Frankenthal, die zuletzt nur noch minderwertige Ware produziert hatte, im Jahr 1799 auf und siedelte mit den Frankenthaler Formen, Geräten und einigen Arbeitskräften nach Grünstadt über, wo er eine Steingutfabrik gründete. Offiziell endete die Geschichte der Frankenthaler Porzellanmanufaktur mit einem Reskript des Kurfürsten Maximilian IV. Joseph vom 27. Mai 1800.